# Reprezentacja Gruzji na Mistrzostwach Europy w Wioślarstwie 2009
Reprezentacja Gruzji na Mistrzostwach Europy w Wioślarstwie 2009 liczyła 5 sportowców. Najlepszymi wynikami było 10. miejsce w dwójce podwójnej mężczyzn.

## Medale

### Złote medale
Brak

### Srebrne medale
Brak

### Brązowe medale
Brak

## Wyniki

### Konkurencje mężczyzn
- jedynka (M1x): Micheil Edżoszwili – 16. miejsce
- dwójka bez sternika (M2-): Dawit Czchetiani, Lewan Dżimszeladze – 12. miejsce
- dwójka podwójna (M2x): Giorgi Motiaszwili, Lasza Motiaszwili – 10. miejsce